# Tehov (powiat Praga-Wschód)
Tehov – wieś i gmina w Czechach, w powiecie Praga-Wschód, w kraju środkowoczeskim. Według danych z dnia 1 stycznia 2013 liczyła 696 mieszkańców.